# Gustavsberg, Salems kommun

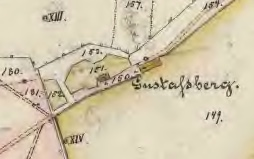

Gustavsberg var ett torp under Söderby gård i Salems socken i Stockholms län.
Torpet är känt sedan 1782, då invånarna i torpet för första gången redovisades i en husförhörslängd. Då bodde Lars Andersson (född omkring 1730) i Gustavsberg med fru och barn. Familjen kom då närmast från Fågelsta.
I början av 1900-talet bodde den siste torparen i Gustavsberg. De kommande invånarna hade titulerades som jordbruks- eller lantbruksarbetare. 1930 bodde en av de sista familjerna i torpet. Det var lantbruksarbetaren Johan Tyko Norstedt med familj som fortfarande efter 10 år bodde i Gustavsberg.
Gustavsberg är rivet, men Salems hembygdsförening har satt upp en torpskylt som markerar läget för torpet.